# Perossidisolfato di sodio
Il perossidisolfato di sodio (o persolfato di sodio) è il sale di sodio dell'acido perossidisolforico.
A temperatura ambiente si presenta come un solido bianco inodore. È un composto nocivo, irritante, allergenico. È un forte ossidante. È usato nella incisione dei circuiti stampati. È molto poco igroscopico e ha una buona conservabilità.

## Produzione
Il sale viene preparato dall'ossidazione elettrolitica dell'idrogenosolfato di sodio:
{\displaystyle {\ce {2 NaHSO4 -> Na2S2O8 + H2}}}
L'ossidazione viene condotta su un anodo di platino. In questo modo nel 2005 sono state prodotte circa 165 000 tonnellate.
Il potenziale standard di riduzione del persolfato di sodio in bisolfato di sodio è di 2,1 V, che è superiore a quello del perossido di idrogeno (1,8 V) ma inferiore all'ozono (2,2 V). Il radicale solfato formato in situ ha un potenziale standard pari a 2,7 V.
Tuttavia, ci sono alcuni svantaggi nell'utilizzare anodi di platino per produrre i sali; il processo di fabbricazione è inefficiente a causa dell'evoluzione dell'ossigeno e il prodotto potrebbe contenere contaminanti provenienti dalla corrosione del platino (principalmente a causa della natura estremamente ossidante del radicale solfato). Pertanto, sono stati proposti elettrodi diamantati drogati con boro come alternative agli elettrodi di platino convenzionali.

## Applicazioni
Viene principalmente usato come iniziatore radicale per reazioni di polimerizzazione in emulsione per polimeri a base di stirene come acrilonitrile butadiene stirene o (ABS). Applicabile anche per l'indurimento accelerato di adesivi a basso contenuto di formaldeide.

### Altri usi
È uno sbiancante, sia da solo (in particolare nei cosmetici per capelli) sia come componente dei detergenti. Sostituisce il persolfato di ammonio nelle miscele di attacco per zinco e circuiti stampati e viene usato per decapare il rame e altri metalli.
Viene anche usato come ammendante e per la bonifica del suolo e delle acque sotterranee  e nella produzione di coloranti, modifica dell'amido, attivatore della candeggina, agente desolante per desidificazione ossidativa, ecc.

### Chimica organica
Il persolfato di sodio è un agente ossidante specializzato in chimica, classicamente nelle ossidazioni del persolfato di Elbs e nelle reazioni di ossidazione di Boyland-Sims. È anche usato nelle reazioni radicali; per esempio in una sintesi di diapocinina dall'apocinina in cui il solfato di ferro(II) è l'iniziatore radicale.

## Sicurezza
Il sale è un ossidante e forma miscele combustibili con materiali organici come la carta.